# 直果银莲花
直果银莲花（学名：Anemone orthocarpa）为毛茛科银莲花属的植物，是中国的特有植物。分布在中国大陆的贵州等地，目前尚未由人工引种栽培。